# Eddy Perrin
Eddy Perrin (* 24. Januar 1978 in Aosta) ist ein ehemaliger italienischer Naturbahnrodler. Er fuhr im Weltcup in zwei Doppelsitzerrennen auf das Podest und gewann bei der Juniorenweltmeisterschaft 1997 die Bronzemedaille im Einsitzer.

## Karriere
Ab 1995 nahm Perrin im Einsitzer an Junioren-Welt- und -Europameisterschaften teil. Während er bei den Junioreneuropameisterschaften nur Platzierungen im Mittelfeld erzielte, erreichte er bei der ersten Juniorenweltmeisterschaft 1997 in Aosta hinter Reinhard Gruber und Daniele Pieiller den dritten Platz. Auch im Weltcup startete Perrin zunächst im Einsitzer – ohne größere Erfolge –, ehe er in der Saison 1999/2000 zum Doppelsitzer wechselte. Während der folgenden drei Jahre bildete er zusammen mit Emanuele Giannelli, der zuvor schon ein Jahr mit Vanja Demé im Doppelsitzer-Weltcup gestartet war, ein Doppelsitzerpaar. Perrin/Giannelli erreichten in ihren drei gemeinsamen Weltcupjahren zwei Podestplätze (jeweils ein dritter Platz am Ende der Saison 1999/2000 in Fénis und zu Beginn der Saison 2000/2001 in Umhausen) und beendeten alle anderen Rennen, an denen sie teilnahmen, abgesehen von einem Ausfall, an vierter oder sechster Position. Im Gesamtweltcup wurden sie 1999/2000 sowie 2001/2002 Sechste und 2000/2001 Siebte.
Zweimal nahmen Perrin/Giannelli auch gemeinsam an Weltmeisterschaften teil. Bei der Weltmeisterschaft 2000 in Olang belegten sie unter elf gewerteten Doppelsitzerpaaren den achten Platz und bei der Weltmeisterschaft 2001 in Stein an der Enns in einem ungewöhnlich kleinen Starterfeld von nur sechs Doppelsitzern den fünften Rang. Nach der Saison 2001/2002 beendeten sowohl Eddy Perrin als auch Emanuele Giannelli ihre Karriere.

## Erfolge
(Doppelsitzer mit Emanuele Giannelli)

### Weltmeisterschaften
- Olang 2000: 8. Doppelsitzer
- Stein an der Enns 2001: 5. Doppelsitzer

### Juniorenweltmeisterschaften
- Aosta 1997: 3. Einsitzer

### Junioreneuropameisterschaften
- Fénis 1995: 16. Einsitzer
- Szczyrk 1996: 17. Einsitzer
- Feld am See 1998: 17. Einsitzer

### Weltcup
- 2× 6. Platz im Doppelsitzer-Gesamtweltcup in den Saisonen 1999/2000 und 2001/2002
- 2 Podestplätze in Doppelsitzer-Weltcuprennen